# Fernando Gutiérrez Fernández
Fernando Antonio Gutiérrez Fernández (Santiago, Chile, 4 de diciembre de 1980) es un exfutbolista  y entrenador chileno que jugaba de defensa central. Actualmente dirige a San Antobio Unido de la Segunda División Profesional de Chile.
Es exalumno del Instituto Nacional General José Miguel Carrera, además de Ingeniero de la Universidad Central de Chile.

## Trayectoria

### Como jugador
Inició su carrera en Audax Italiano donde integró el primer plantel de aquella institución en disputar la Copa Libertadores de América el año 2007, luego salió a préstamo al club Unión Española, para regresar a Audax Italiano. El año 2010 defendió los colores de Curicó Unido, mientras que el año siguiente lo hizo en Athletic Club Barnechea, donde se retiró como jugador profesional en 2013.

### Como entrenador
Titulado en el Instituto Nacional del Fútbol, empieza su carrera como ayudante técnico y analista audiovisual en el cuerpo técnico de Mario Salas en el Club Deportivo Huachipato el año 2014 . El 18 de diciembre de 2014 continúa su trabajo como parte del equipo técnico de Mario Salas en Universidad Católica, participando de la obtención de los títulos de Campeón en el Torneo de Clausura 2015-2016, en el Torneo de Transición de 2016 y en la Supercopa de Chile del mismo año.
En 2018 como segundo entrenador del cuerpo técnico de Mario Salas se va al Perú a dirigir al Sporting Cristal, equipo donde se coronaron ganadores del torneo de Verano de 2018, Torneo de Apertura 2018 y Primera División del Perú 2018. En enero de 2019 trabaja como segundo entrenador en el cuerpo técnico de Mario Salas dirigiendo a Colo-Colo de Chile, ganando la Copa Chile de dicho año.
En 2020, tomó la decisión de continuar su carrera como entrenador principal.
Su primera experiencia como entrenador es en 2021, a cargo de Deportes Colina, de la segunda división Profesional del fútbol chileno.
El 24 de enero de 2022 se anuncia como Director Técnico de Iberia. A pesar del buen juego alcanzado por el equipo, acordó su salida de forma anticipada del club en julio de 2022.En julio de 2023, comienza su segundo paso como entrenador en Deportes Colina.

## Clubes

### Como jugador
| Club                     | País  | Año       | PJ  | Goles |
| ------------------------ | ----- | --------- | --- | ----- |
| Audax Italiano           | Chile | 1999-2010 | 113 | 3     |
| → Unión Española(cedido) | Chile | 2007-2008 | 34  | 1     |
| Curicó Unido             | Chile | 2011      | 34  | 3     |
| Barnechea                | Chile | 2012-2013 | 30  | 2     |

### Como ayudante técnico
| Club                 | País  | Año       | Entrenador Titular |
| -------------------- | ----- | --------- | ------------------ |
| Huachipato           | Chile | 2014      | Mario Salas        |
| Universidad Católica | Chile | 2015-2017 | Mario Salas        |
| Sporting Cristal     | Perú  | 2017-2018 | Mario Salas        |
| Colo-Colo            | Chile | 2018-2020 | Mario Salas        |

### Como entrenador
| Club              | País  | Año       | PJ | PG | PE | PP | Rendimiento |
| ----------------- | ----- | --------- | -- | -- | -- | -- | ----------- |
| Deportes Colina   | Chile | 2021      | 9  | 3  | 1  | 5  | 37.03%      |
| Iberia            | Chile | 2022      | 12 | 3  | 4  | 5  | 36.11%      |
| Deportes Colina   | Chile | 2023-2025 | 46 | 26 | 9  | 11 | 63.04%      |
| San Antonio Unido | Chile | 2025-Act. | 10 | 5  | 1  | 4  | 53.33%      |
| Total             | Total | Total     | 77 | 37 | 15 | 25 | 54.54%      |

## Palmarés

### Como ayudante técnico

#### Torneos cortos
| Título             | Club             | País | Año  |
| ------------------ | ---------------- | ---- | ---- |
| Torneo de Verano   | Sporting Cristal | Perú | 2018 |
| Torneo de Apertura | Sporting Cristal | Perú | 2018 |

#### Campeonatos nacionales
| Título             | Club                 | País  | Año    |
| ------------------ | -------------------- | ----- | ------ |
| Primera División   | Universidad Católica | Chile | 2016-C |
| Supercopa de Chile | Universidad Católica | Chile | 2016   |
| Primera División   | Universidad Católica | Chile | 2016-A |
| Primera División   | Sporting Cristal     | Perú  | 2018   |
| Copa Chile         | Colo-Colo            | Chile | 2019   |